# Општина Дуранго (Дуранго)
Дуранго (шп. Durango) општина је у Мексику у савезној држави Дуранго. Општина се налази на надморској висини од 1885 м.

## Становништво
Према подацима из 2010. у општини је живело 582267 становника.

### Хронологија
| Година       | 2000                     | 2005                     | 2010                     |
| ------------ | ------------------------ | ------------------------ | ------------------------ |
| Становништво | 491436 (236869 / 254567) | 526659 (253236 / 273423) | 582267 (281702 / 300565) |

### Попис
| \| \| м \| \| \| ж \| \| 0—2 \| 16.333 \| \| \| 15.832 \| \| 3—5 \| 16.862 \| \| \| 16.211 \| \| 6—11 \| 34.387 \| \| \| 33.426 \| \| 12—14 \| 17.167 \| \| \| 16.783 \| \| 15—17 \| 17.886 \| \| \| 17.633 \| \| 18—24 \| 37.318 \| \| \| 38.846 \| \| 60+ \| 21.616 \| \| \| 25.912 \| \| Просек : \| 28,4 \| \| \| 29,8 \| |        |  |  |        |
| |        |  |  |        |
| | м      |  |  | ж      |
| 0—2 | 16.333 |  |  | 15.832 |
| 3—5 | 16.862 |  |  | 16.211 |
| 6—11 | 34.387 |  |  | 33.426 |
| 12—14 | 17.167 |  |  | 16.783 |
| 15—17 | 17.886 |  |  | 17.633 |
| 18—24 | 37.318 |  |  | 38.846 |
| 60+ | 21.616 |  |  | 25.912 |
| Просек : | 28,4   |  |  | 29,8   |

| #   | Индикатор                                                                                        | Вредност |
| --- | ------------------------------------------------------------------------------------------------ | -------- |
| 1   | Становништво од 0 до 2 године                                                                    | 32165    |
| 2   | Мушко становништво од 0 до 2 године                                                              | 16333    |
| 3   | Женско становништво од 0 до 2 године                                                             | 15832    |
| 4   | Становништво са 3 и више година                                                                  | 531223   |
| 5   | Мушко становништво са 3 и више година                                                            | 255921   |
| 6   | Женско становништво са 3 и више година                                                           | 275302   |
| 7   | Становништво са 5 и више година                                                                  | 509077   |
| 8   | Мушко становништво са 5 и више година                                                            | 244688   |
| 9   | Женско становништво са 5 и више година                                                           | 264389   |
| 10  | Становништво са 12 и више година                                                                 | 430337   |
| 11  | Мушко становништво са 12 и више година                                                           | 204672   |
| 12  | Женско становништво са 12 и више година                                                          | 225665   |
| 13  | Становништво са 15 и више година                                                                 | 396387   |
| 14  | Мушко становништво са 15 и више година                                                           | 187505   |
| 15  | Женско становништво са 15 и више година                                                          | 208882   |
| 16  | Становништво са 18 и више година                                                                 | 360868   |
| 17  | Мушко становништво са 18 и више година                                                           | 169619   |
| 18  | Женско становништво са 18 и више година                                                          | 191249   |
| 19  | Становништво од 3 до 5 година                                                                    | 33073    |
| 20  | Мушко становништво од 3 до 5 година                                                              | 16862    |
| 21  | Женско становништво од 3 до 5 година                                                             | 16211    |
| 22  | Становништво од 6 до 11 година                                                                   | 67813    |
| 23  | Мушко становништво од 6 до 11 година                                                             | 34387    |
| 24  | Женско становништво од 6 до 11 година                                                            | 33426    |
| 25  | Становништво од 8 до 14 година                                                                   | 79105    |
| 26  | Мушко становништво од 8 до 14 година                                                             | 40084    |
| 27  | Женско становништво од 8 до 14 година                                                            | 39021    |
| 28  | Становништво од 12 до 14 година                                                                  | 33950    |
| 29  | Мушко становништво од 12 до 14 година                                                            | 17167    |
| 30  | Женско становништво од 12 до 14 година                                                           | 16783    |
| 31  | Становништво од 15 до 17 година                                                                  | 35519    |
| 32  | Мушко становништво од 15 до 17 година                                                            | 17886    |
| 33  | Женско становништво од 15 до 17 година                                                           | 17633    |
| 34  | Становништво од 18 до 24 године                                                                  | 76164    |
| 35  | Мушко становништво од 18 до 24 године                                                            | 37318    |
| 36  | Женско становништво од 18 до 24 године                                                           | 38846    |
| 37  | Женско становништво од 15 до 49 година                                                           | 158805   |
| 38  | Становништво са 60 и више година                                                                 | 47528    |
| 39  | Мушко становништво са 60 и више година                                                           | 21616    |
| 40  | Женско становништво са 60 и више година                                                          | 25912    |
| 41  | Однос између мушкараца и жена                                                                    | 93.72    |
| 42  | Становништво од нуле до 14 година                                                                | 167001   |
| 43  | Становништво од 15 до 64 године                                                                  | 364185   |
| 44  | Становништво од 65 година и више                                                                 | 32202    |
| 45  | Просечан број деце                                                                               | 2.34     |
| 46  | Становништво рођено у ентитету                                                                   | 512334   |
| 47  | Мушко становништво рођено у ентитету                                                             | 247268   |
| 48  | Женско становништво рођено у ентитету                                                            | 265066   |
| 49  | Становништво рођено у другом ентитету                                                            | 45097    |
| 50  | Мушко становништво рођено у другом ентитету                                                      | 21934    |
| 51  | Женско становништво рођено у другом ентитету                                                     | 23163    |
| 52  | Становништво од 5 година и више резидентно у ентитету у јуну 2005. године                        | 486192   |
| 53  | Мушко становништво старосног доба од 5 година и више, резидентно у ентитету у јуну 2005. године  | 231884   |
| 54  | Женско становништво старосног доба од 5 и више година, резидентно у ентитету у јуну 2005. године | 254308   |
| 55  | Становништво од 5 година и више које је живело у другом ентитету у јуну 2005. године             | 12895    |
| 56  | Мушко становништво старије од 5 година које је живело у другом ентитету у јуну 2005. године      | 6673     |
| 57  | Женско становништво старије од 5 година које је живело у другом ентитету у јуну 2005. године     | 6222     |
| 58  | Становништво од 3 године и више које говори аутохтони језик                                      | 2903     |
| 59  | Мушко становништво старо 3 године и више које говори аутохтони језик                             | 1612     |
| 60  | Женско становништво старо 3 године и више које говори аутохтони језик                            | 1291     |
| 61  | Становништво од 3 године и више које говори аутохтони језик и не говори шпански језик            | 31       |
| 62  | Мушко становништво старо 3 године и више које говори аутохтони језик и не говори шпански         | 9        |
| 63  | Женско становништво старо 3 године и више које говори аутохтони језик и не говори шпански језик  | 22       |
| 64  | Становништво старо 3 године и више које говори аутохтони језик и шпански                         | 2090     |
| 65  | Мушко становништво старо 3 године и више које говори аутохтони језик и шпански                   | 1152     |
| 66  | Женско становништво старо 3 године и више које говори аутохтони језик и шпански                  | 938      |
| 67  | Становништво од 5 година и више које говори аутохтони језик                                      | 2801     |
| 68  | Становништво од 5 година и више које говори аутохтони језик и не говори шпански језик            | 18       |
| 69  | Становништво од 5 година и више које говори аутохтони језик и говори шпански језик               | 2028     |
| 70  | Становништво у домородачким домаћинствима                                                        | 5632     |
| 71  | Становништво са ограничењима у активностима                                                      | 28988    |
| 72  | Становништво са ограниченим ходањем или кретањем, горе или доле                                  | 17072    |
| 73  | Становници са ограничењима вида, чак и уз кориштење сочива                                       | 8355     |
| 74  | Становништво са ограничењима говора, комуникације или конверзације                               | 2187     |
| 75  | Становништво са ограниченим слухом                                                               | 2767     |
| 76  | Становништво са ограничењима при одевању, купању или јелу                                        | 1667     |
| 77  | Становништво са ограничењима у опажању или учењу једноставних ствари                             | 1358     |
| 78  | Становништво са менталним ограничењима                                                           | 2561     |
| 79  | Становништво без ограничења активности                                                           | 531922   |
| 80  | Становништво од 3 до 5 година које не похађа школу                                               | 14418    |
| 81  | Мушко становништво од 3 до 5 година које не похађа школу                                         | 7327     |
| 82  | Женско становништво од 3 до 5 година које не похађа школу                                        | 7091     |
| 83  | Становништво од 6 до 11 година које не похађа школу                                              | 1502     |
| 84  | Мушко становништво од 6 до 11 година које не похађа школу                                        | 805      |
| 85  | Женско становништво од 6 до 11 година које не похађа школу                                       | 697      |
| 86  | Становништво од 12 до 14 година које не похађа школу                                             | 2254     |
| 87  | Мушко становништво од 12 до 14 година које не похађа школу                                       | 1309     |
| 88  | Женско становништво од 12 до 14 година које не похађа школу                                      | 945      |
| 89  | Становништво од 15 до 17 година похађа школу                                                     | 24394    |
| 90  | Мушко становништво од 15 до 17 година похађа школу                                               | 11994    |
| 91  | Женско становништво између 15 и 17 година живота у школи                                         | 12400    |
| 92  | Становништво од 18 до 24 године похађа школу                                                     | 25954    |
| 93  | Мушко становништво од 18 до 24 године похађа школу                                               | 12789    |
| 94  | Женско становништво од 18 до 24 године похађа школу                                              | 13165    |
| 95  | Становништво од 8 до 14 година које не може да чита и пише                                       | 1304     |
| 96  | Мушко становништво старосног доба од 8 до 14 година које не може да чита и пише                  | 805      |
| 97  | Женско становништво старосног доби од 8 до 14 година које не може да чита и пише                 | 499      |
| 98  | Становништво од 15 година и више које је неписмено                                               | 8548     |
| 99  | Мушко становништво од 15 година и више које је неписмено                                         | 4075     |
| 100 | Женско становништво од 15 година и више које је неписмено                                        | 4473     |
| 101 | Становништво старо 15 и више година без школовања                                                | 10776    |
| 102 | Мушко становништво старо 15 и више година без школовања                                          | 5221     |
| 103 | Женско становништво старо 15 и више година без школовања                                         | 5555     |
| 104 | Становништво старосног доба 15 и више година са непотпуним основним образовањем                  | 38749    |
| 105 | Мушко становништво старосног доба од 15 година и више са непотпуном основним образовањем         | 18941    |
| 106 | Женско становништво старосног доба 15 и више година са непотпуном основним образовањем           | 19808    |
| 107 | Становништво старо 15 и више година са комплетним основним образовањем                           | 57392    |
| 108 | Мушко становништво старо 15 година и више са комплетним основним образовањем                     | 27575    |
| 109 | Женско становништво старо 15 и више година са комплетним основним образовањем                    | 29817    |
| 110 | Становништво старосног доба 15 и више година са непотпуним средњим образовањем                   | 18111    |
| 111 | Мушко становништво старосног доба од 15 година и више са непотпуним средњим образовањем          | 9856     |
| 112 | Женско становништво старосног доба од 15 година и више са непотпуним средњим образовањем         | 8255     |
| 113 | Становништво старо 15 и више година са пуним секундарном образовањем                             | 99088    |
| 114 | Мушко становништво старосног доба од 15 година и више са пуним секундарном образовањем           | 46604    |
| 115 | Женско становништво старосног доба од 15 година и више са пуним секундарном образовањем          | 52484    |
| 116 | Становништво старије од 18 година са постосновним образовањем                                    | 153845   |
| 117 | Мушко становништво старије од 18 година са постосновним образовањем                              | 72076    |
| 118 | Женско становништво старије од 18 година са постосновним образовањем                             | 81769    |
| 119 | Просечна оцена школовања                                                                         | 9.67     |
| 120 | Просечан ниво образовања мушке популације                                                        | 9.63     |
| 121 | Просечан ниво образовања женског становништва                                                    | 9.7      |
| 122 | Економски активно становништво                                                                   | 225376   |
| 123 | Економски активна мушка популација                                                               | 143017   |
| 124 | Економски активна женска популација                                                              | 82359    |
| 125 | Становништво које није економски активно                                                         | 203348   |
| 126 | Мушко становништво које није економски активно                                                   | 60675    |
| 127 | Женско становништво које није економски активно                                                  | 142673   |
| 128 | Запослено становништво                                                                           | 213883   |
| 129 | Запослено мушко становништво                                                                     | 134302   |
| 130 | Запослено женско становништво                                                                    | 79581    |
| 131 | Незапослена популација                                                                           | 11493    |
| 132 | Незапослена мушка популација                                                                     | 8715     |
| 133 | Незапослена женска популација                                                                    | 2778     |
| 134 | Становништво без права на здравствене услуге                                                     | 165963   |
| 135 | Становништво које има право на здравствене услуге                                                | 396541   |
| 136 | Становништво које има право на ИМСС                                                              | 219161   |
| 137 | Становништво које има право на социјално осигурање                                               | 83818    |
| 138 | Становништво које има право на државно социјално осигурање                                       | 2051     |
| 139 | Становништво које има право на опште осигурање или здравствено осигурање за нову генерацију      | 85268    |
| 140 | Становништво које је било једном или није било у браку током 12 година и више                    | 159191   |
| 141 | Венчано или уједињено становништво од 12 година и више                                           | 226057   |
| 142 | Становништво које је било у браку или уједињено 12 година и више                                 | 44283    |
| 143 | Становништво са католичком религијом                                                             | 497117   |
| 144 | Протестанти, еванђелисти и библијски следбеници различити од еванђелиста                         | 43671    |
| 145 | Становништво са другим религијама различитим од претходних                                       | 241      |
| 146 | Становништво без религије                                                                        | 19134    |
| 147 | Укупно пописаних домаћинства                                                                     | 142017   |
| 148 | Пописна домаћинства на челу са мушкарцима                                                        | 101780   |
| 149 | Пописна домаћинства на челу са женама                                                            | 40237    |
| 150 | Становништво у пописним домаћинствима                                                            | 561137   |
| 151 | Становништво у пописним домаћинствима на челу са мушкарцима                                      | 420699   |
| 152 | Становништво у пописним домаћинствима на челу са женама                                          | 140438   |
| 153 | Укупно домаћинстава                                                                              | 180550   |
| 154 | Укупно насељених домаћинстава                                                                    | 148267   |
| 155 | Укупно приватних кућа                                                                            | 174300   |
| 156 | Насељени приватни домови                                                                         | 142017   |
| 157 | Укупно насељених приватних кућа                                                                  | 148221   |
| 158 | Ненасељене приватне куће                                                                         | 24724    |
| 159 | Појединачна домаћинства за привремену употребу                                                   | 7559     |
| 160 | Становници у насељеним приватним кућама                                                          | 561137   |
| 161 | Насељеност станара у приватним становима                                                         | 3.95     |
| 162 | Просечно становника по соби у приватним насељеним домаћинствима                                  | 0.91     |
| 163 | Појединачна домаћинства са подовима од различитих материјала од земље                            | 135707   |
| 164 | Појединачна домаћинства у приземљу                                                               | 5695     |
| 165 | Појединачна домаћинства са једном спаваћом собом                                                 | 32385    |
| 166 | Појединачна домаћинства са две спаваће собе и више                                               | 109153   |
| 167 | Појединачна домаћинства са једним собом                                                          | 3740     |
| 168 | Појединачна домаћинства са две собе                                                              | 12468    |
| 169 | Појединачна домаћинства са 3 собе и више                                                         | 125271   |
| 170 | Појединачна домаћинства која имају електрично светло                                             | 140684   |
| 171 | Појединачна домаћинства која немају електрично светло                                            | 976      |
| 172 | Појединачна домаћинства која имају водоводну воду у стамбеном простору                           | 136502   |
| 173 | Појединачна домаћинства која немају водоводну воду у стамбеном простору                          | 4870     |
| 174 | Појединачна домаћинства која имају тоалет                                                        | 138325   |
| 175 | Појединачна домаћинства која имају канализацију                                                  | 135375   |
| 176 | Појединачна домаћинства која немају канализацију                                                 | 5906     |
| 177 | Појединачна домаћинства која имају електрично светло, довод воде из јавне мреже и канализацију   | 131897   |
| 178 | Појединачна домаћинства без икаквих услова                                                       | 755      |
| 179 | Појединачна домаћинства која имају радио                                                         | 119878   |
| 180 | Појединачна домаћинства која имају телевизор                                                     | 137711   |
| 181 | Појединачна домаћинства која имају фрижидер                                                      | 129590   |
| 182 | Појединачна домаћинства која имају машину за веш                                                 | 104247   |
| 183 | Појединачна домаћинства која имају аутомобил или комби                                           | 79241    |
| 184 | Појединачна домаћинства која имају рачунар                                                       | 52891    |
| 185 | Појединачна домаћинства која имају фиксну телефонску линију                                      | 81673    |
| 186 | Појединачна домаћинства која имају мобилни телефон                                               | 105137   |
| 187 | Појединачна домаћинства која имају приступ интернету                                             | 38017    |